# Liste der Einträge im National Register of Historic Places im Mercer County (Illinois)

Lage des Mercer County in Illinois

Die Liste der Einträge im National Register of Historic Places im Mercer County in Illinois führt alle elf Bauwerke und historischen Stätten im Mercer County auf, die in das National Register of Historic Places aufgenommen wurden.

## Legende
| NRHP | Historic Place    |
| HD   | Historic District |

## Aktuelle Einträge
| [ 2 ] | Name                         | Bild                         | Eintragsdatum        | Lage | Ort        | Beschreibung |
| ----- | ---------------------------- | ---------------------------- | -------------------- | --- | ---------- | ------------ |
| 1     | Commercial House             | Commercial House             | 1983 ID-Nr. 83000332 | 4th Street Ecke Main Street 41° 6′ 20″ N, 90° 56′ 50″ W                                                  | Keithsburg |              |
| 2     | Gideon Ives House            | Gideon Ives House            | 2000 ID-Nr. 00001332 | 408 East Jefferson Street 41° 10′ 10″ N, 90° 59′ 39″ W                                                   | New Boston |              |
| 3     | Keithsburg Historic District | Keithsburg Historic District | 1986 ID-Nr. 86001004 | Abgegrenzt durch Jackson Street, 5th Street, Washington Street und 3rd Street 41° 6′ 3″ N, 90° 56′ 32″ W | Keithsburg |              |
| 4     | Lock and Dam No. 17          | Lock and Dam No. 17          | 2004 ID-Nr. 04000177 | 173 Lock and Dam Road 41° 11′ 27,1″ N, 91° 3′ 37,1″ W                                                    | New Boston |              |
| 5     | Mercer County Courthouse     | Mercer County Courthouse     | 1982 ID-Nr. 82002589 | Southeast 3rd Street (IL 17) 41° 11′ 58″ N, 90° 44′ 55″ W                                                | Aledo      |              |
| 6     | Mercer County Fairgrounds    | Mercer County Fairgrounds    | 1997 ID-Nr. 97000380 | 12th Avenue am südwestlichen Stadtrand von Aledo 41° 11′ 30″ N, 90° 45′ 52″ W                            | Aledo      |              |
| 7     | Mercer County Jail           | Mercer County Jail           | 1997 ID-Nr. 97000816 | 309 South College Avenue 41° 11′ 57″ N, 90° 44′ 58″ W                                                    | Aledo      |              |
| 8     | Sherrard Banking Company     | Sherrard Banking Company     | 1996 ID-Nr. 96000092 | 314 Third Street 41° 19′ 8″ N, 90° 30′ 20″ W                                                             | Sherrard   |              |
| 9     | James S. Thompson House      | James S. Thompson House      | 2002 ID-Nr. 02000846 | 804 North Street 41° 10′ 35″ N, 90° 59′ 47″ W                                                            | New Boston |              |
| 10    | United Presbyterian Church   |                              | 1984 ID-Nr. 80001398 | Main Street Ecke 8th Street 41° 6′ 1,9″ N, 90° 56′ 19,1″ W                                               | Keithsburg |              |
| 11    | Levi Willits House           | Levi Willits House           | 1995 ID-Nr. 95000488 | 202 Main Street 41° 10′ 7″ N, 90° 59′ 59″ W                                                              | New Boston |              |